# Barri de la Colònia de Santa Maria
El barri de la Colònia de Santa Maria és una obra del municipi de Súria (Bages) protegida com a bé cultural d'interès local.

## Descripció
Aquest barri és damunt un turó, avui integrat ja amb la resta del poble. Va néixer com a barri obrer a principi del segle xx, vinculat a l'empresa minera que fins ara n'era la propietària.
De tipologia regular, és format per un carrer transversal a banda i banda del qual s'obren un seguit de carrers on s'arrengleren els edificis; els plans de construcció vingueren fets des de Bèlgica, lloc d'origen dels propietaris de les mines.
Els habitatges obeeixen a diferents tipus constructius, i són destinats també a gent diversa: a la part alta hi ha els blocs rectangulars dels famílies dels miners, que són de totxo vist, amb dos pisos per planta. Una mica més avall hi ha unes torres amb jardí, també de totxo vist, per als treballadors de més categoria; més avall encara, unes altres torres (més sumptuoses) també de totxo vist són per als executius. Malgrat la diferencia de les construccions, el conjunt té un aire d'unitat aconseguit amb el material. Amb tot, el conjunt es diferencia bastant de la resta de la tipologia i les construccions del poble.

## Història
Les construccions neixen a la segona dècada del segle xx. L'any 1982, l'empresa va posar a la venda tots els habitatges que han sigut comprats a baixos preus pels seus habitants. Fins ara els edificis i el terreny era propietat de l'empresa de les mines de potassa del poble.